# Alba Torrens
Alba Torrens Salom (Palma di Maiorca, 30 agosto 1989) è una cestista spagnola.

## Carriera
Con la Spagna ha disputato tre edizioni dei Giochi olimpici (Pechino 2008, Rio de Janeiro 2016, Tokyo 2020), tre dei Campionati mondiali (2010, 2014, 2018) e sei dei Campionati europei (2009, 2011, 2013, 2015, 2017, 2023).